# Zabreznica
Zabreznica – wieś w Słowenii, w gminie Žirovnica. 1 stycznia 2017 liczyła 501 mieszkańców.